# Marie-Amélie du Brésil
Vous lisez un « bon article » labellisé en 2011.
Marie-Amélie de Bragance (en portugais : Maria Amélia de Bragança), princesse du Brésil, est née le 1er décembre 1831 à Paris, en France, et est décédée le 4 février 1853 à Funchal, sur l'île de Madère, au Portugal. Elle est membre de la famille impériale du Brésil et la première fiancée du futur empereur Maximilien Ier du Mexique.
Seule enfant de l'empereur Pierre Ier du Brésil (également roi de Portugal sous le nom de Pierre IV) et de sa seconde épouse, la princesse Amélie de Leuchtenberg, Marie-Amélie appartient à la branche américaine de la maison de Bragance. Née après l'abdication de son père, la jeune fille voit le jour en France, où ses parents se sont installés après avoir regagné l'Europe. Vingt jours après sa naissance, Pierre Ier part cependant au Portugal afin d'y combattre les forces de son frère, le roi usurpateur Michel Ier, et de restaurer sa fille aînée, la reine Marie II, sur le trône.
Une fois Michel Ier chassé du Portugal, en 1834, Marie-Amélie et sa mère gagnent Lisbonne, où elles retrouvent l'ex-empereur du Brésil. Cependant, Pierre Ier meurt de tuberculose quelques mois à peine après sa réunion avec sa famille. Désormais orpheline de père, Marie-Amélie s'installe avec sa mère auprès de sa demi-sœur, la reine Marie II. À cette époque, le gouvernement brésilien refuse en effet de reconnaître l'enfant comme membre à part entière de la famille impériale. Ni elle ni sa mère, l'impératrice douairière, ne reçoivent donc aucune pension de la part de l'État brésilien. C'est seulement avec la fin de la régence brésilienne et l'arrivée au pouvoir du demi-frère de Marie-Amélie, l'empereur Pierre II, en 1840, que la jeune fille est pleinement reconnue comme membre de la dynastie nationale.
En grandissant, Marie-Amélie devient une belle jeune femme, reconnue pour la qualité de son éducation et ses dons pour le dessin, la peinture et le piano. Début 1852, elle se fiance à l'archiduc Maximilien d'Autriche, frère de l'empereur François-Joseph Ier et futur souverain du Mexique. Cependant, Marie-Amélie contracte la tuberculose et doit se rendre à Madère pour se soigner. Gravement atteinte par la maladie, elle trouve la mort à Funchal, en 1853. Très touché par la disparition de sa fiancée, l'archiduc Maximilien entreprend un pèlerinage sur les traces de la princesse, au Portugal et au Brésil. Ce voyage influence grandement, par la suite, son acceptation de la couronne impériale mexicaine en 1864.

## Famille
Membre de la branche brésilienne de la Maison de Bragance, la princesse Marie-Amélie est la fille de l'empereur Pierre Ier du Brésil (1798-1834), également roi de Portugal sous le nom de Pierre IV, et de sa seconde épouse la princesse franco-bavaroise Amélie de Leuchtenberg (1812-1873).
Par son père, la princesse est donc la petite-fille du roi Jean VI de Portugal (1767-1826) et de son épouse l'infante Charlotte d'Espagne (1775-1830) tandis que, par sa mère, elle descend du prince Eugène de Beauharnais (1781-1824) et de la princesse Augusta-Amélie de Bavière (1788-1851). Marie-Amélie est par ailleurs la demi-sœur de l'empereur Pierre II du Brésil (1825-1891), de la reine Marie II de Portugal (1819-1853), de la comtesse d'Aquila (1822-1901) et de la princesse de Joinville (1824-1898).
En 1852, la princesse s'est fiancée à l'archiduc Maximilien d'Autriche (1832-1867), fils de l'archiduc François-Charles d'Autriche (1802-1878) et de son épouse la princesse Sophie de Bavière (1805-1872). Marie-Amélie est cependant décédée avant d'avoir pu épouser le jeune homme.

## Biographie

### Une naissance loin du Brésil

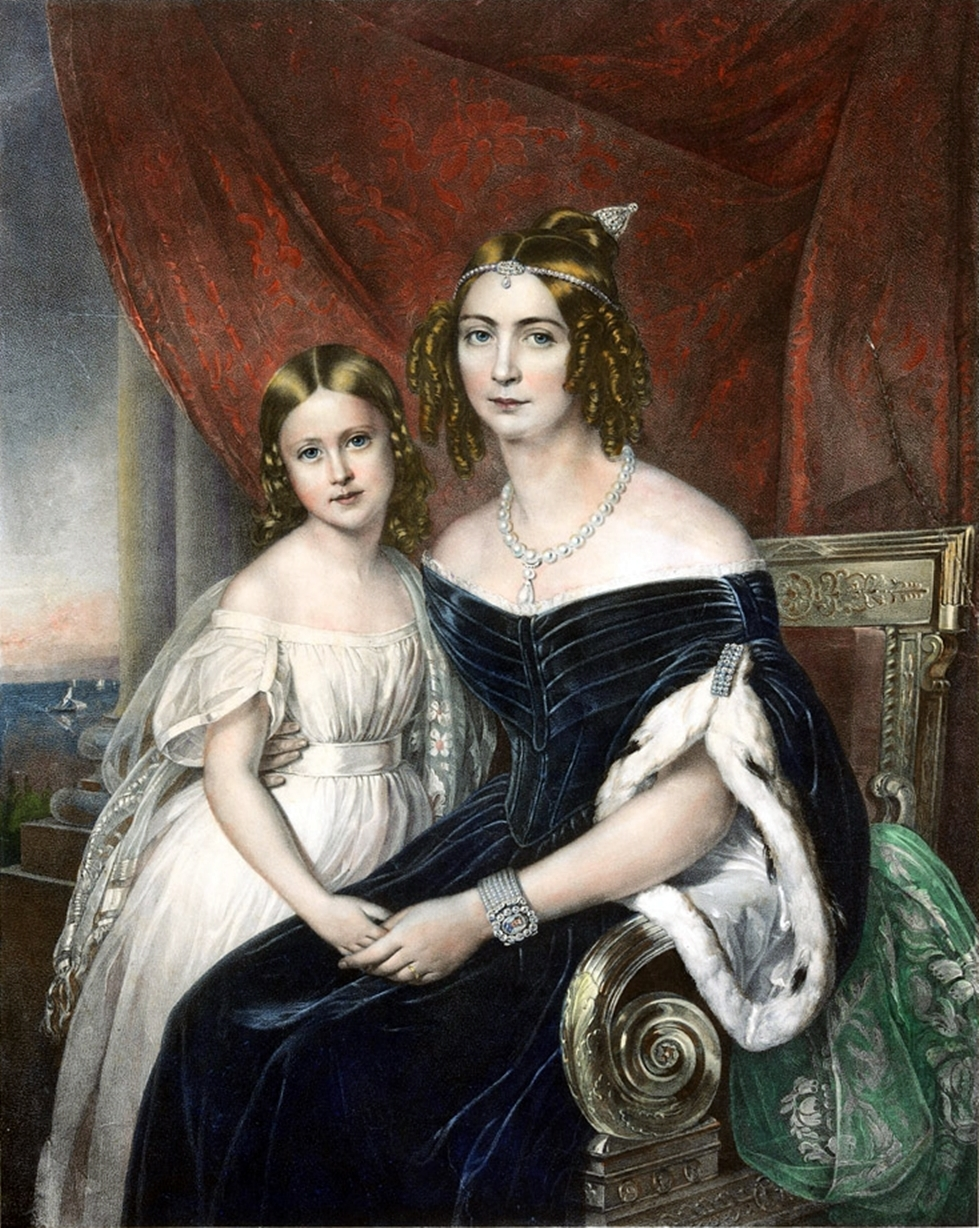
La princesse Marie-Amélie vers l'âge de 9 ans avec sa mère, vers 1840.

Marie-Amélie est née le 1er décembre 1831 à Paris, en France,, quelques mois après l'abdication de son père, l'empereur Pierre Ier du Brésil, et son installation en Europe avec son épouse, Amélie de Leuchtenberg. Premier souverain du Brésil indépendant entre 1822 et 1831, Pierre Ier a renoncé à la couronne impériale en faveur de son fils Pierre II en avril afin de se consacrer à restaurer sa fille aînée, la reine Marie II, sur le trône de Portugal. De fait, depuis 1828, le royaume lusitanien est frappé par la guerre civile et le prince-régent Michel a profité de l'instabilité du pays pour renverser sa nièce et se faire proclamer roi à sa place,.
Conscient que la naissance de son dernier enfant à l'étranger pourrait compromettre ses droits à la couronne brésilienne et son appartenance même à la famille impériale, Pierre Ier, qui porte désormais le titre de duc de Bragance, invite plusieurs personnalités brésiliennes à assister à la naissance de son enfant. Parmi celles-ci, se trouve José Joaquim da Rocha, l'un des leaders de l'indépendance brésilienne, qui assume alors le rôle d'ambassadeur de Rio de Janeiro à Paris. La duchesse de Leuchtenberg, mère de l'impératrice Amélie, a, par ailleurs, quitté Munich pour assister à l'accouchement de sa fille.
Les parrains du nouveau-né sont le roi et la reine des Français, Louis-Philippe Ier et Marie-Amélie. L'ex-empereur est ravi par la naissance de sa fille et il envoie très vite une lettre, datée du 4 décembre, à son fils Pierre II et à ses autres enfants restés au Brésil pour les avertir de l'événement. Dans son message, il écrit : « La Divine Providence a bien voulu adoucir la douleur ressentie par mon cœur de père depuis ma séparation d'avec V.M.I. [Votre Majesté Impériale], en me donnant une autre Fille, et à V.M.I., une autre sœur et sujette… »

### La guerre civile portugaise et la mort dePierreIer
Alors que Marie-Amélie est âgée de seulement vingt jours, son père quitte la France à la tête d'une armée libérale afin d'envahir le Portugal et d'en chasser son frère Michel,. Pendant presque deux ans, la princesse vit donc seule avec sa mère et sa demi-sœur, la reine Marie II qui a 12 ans, à Paris, tandis que le royaume lusitanien est frappé par la guerre civile. Finalement, lorsque la nouvelle de la prise de Lisbonne par les forces de Pierre Ier arrive en France, Amélie de Leuchtenberg quitte Paris avec sa fille et sa belle-fille pour s'installer au Portugal. Après quelques jours de voyage et un bref séjour au Royaume-Uni, elles arrivent dans la baie de Lisbonne le 22 septembre 1833 et débarquent le lendemain,.

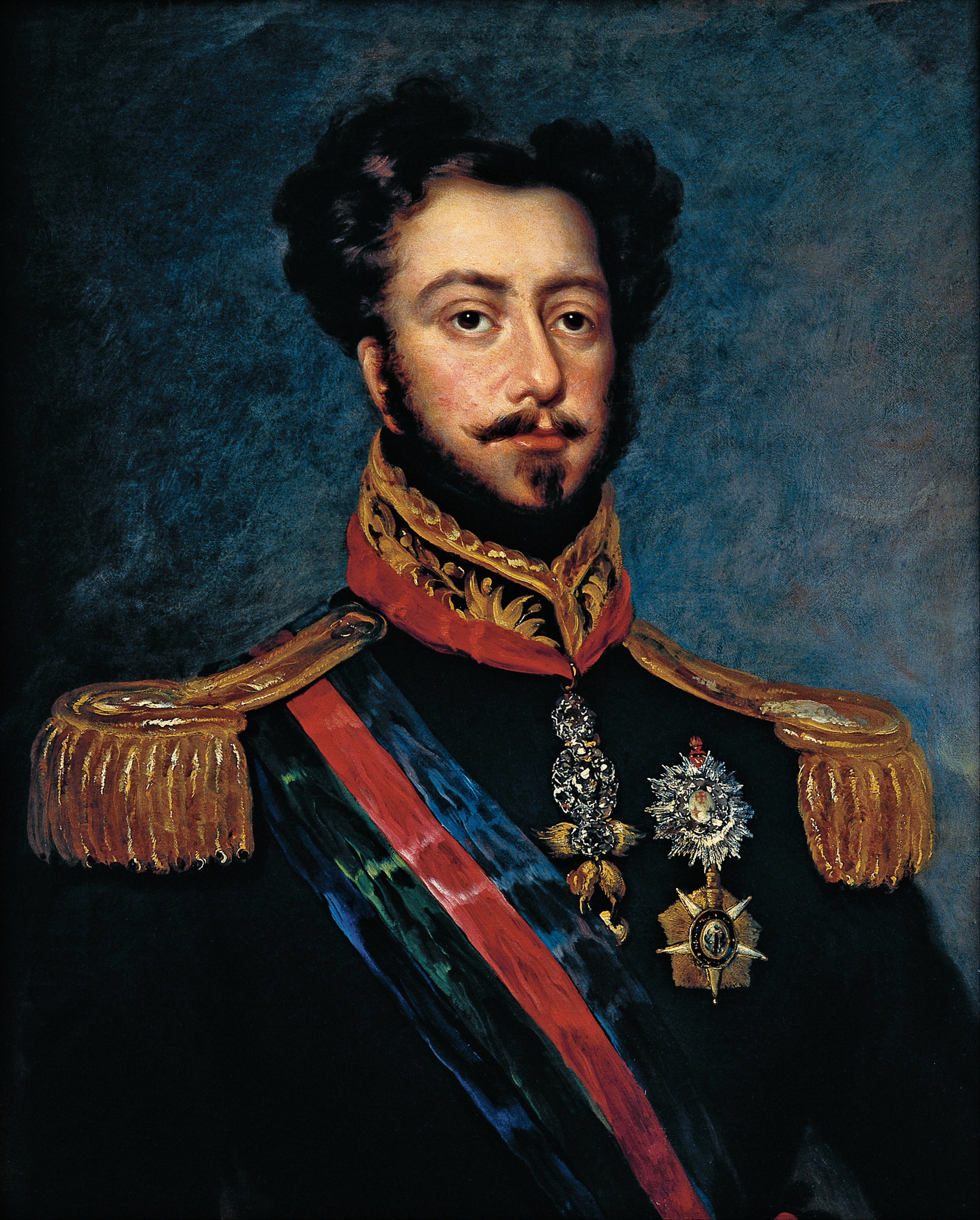
L'empereur Pierre Ier du Brésil par John Simpson, vers 1834.

Charles Napier, l'officier britannique vainqueur de la bataille du cap Saint-Vincent en 1833, décrit ainsi les retrouvailles émouvantes entre l'ex-empereur du Brésil et sa famille :

« Je n'ai jamais vu [Pierre Ier] aussi heureux et ravi ; il est monté à bord juste un peu au-dessus de Belém ; il a été reçu en haut de l'échelle par l'impératrice [Amélie] qui l'a pris dans ses bras et embrassé avec la plus grande affection : la reine [Marie II] était très émue et n'arrivait pas à retenir ses larmes. La petite princesse Amélie, la plus jeune fille [du souverain], était le centre de son attention : elle a eu un peu peur en voyant sa barbe abondante et n'a pas beaucoup répondu à ses caresses. »

Après la restauration de la jeune Marie II sur le trône, Marie-Amélie et ses parents emménagent au palais de Ramalhão puis à celui de Queluz, près de Lisbonne. La famille réapprend à se connaître et l'ancien souverain noue une relation étroite avec sa fille cadette. Libéré de beaucoup de ses obligations, il passe ainsi de longs moments à jouer avec Marie-Amélie. Cependant, la guerre civile portugaise a profondément affaibli Pierre Ier, dont la santé ne cesse de décliner depuis qu'il a contracté la tuberculose. Finalement, l'empereur s'éteint dans la journée du 24 septembre 1834. Quelques heures avant sa mort, Marie-Amélie, qui n'a pas encore trois ans, est conduite auprès de lui. L'ex-empereur lui prend alors la main et déclare à l'assistance : « Parlez toujours à cette enfant de son père qui l'a aimé si tendrement… qu'elle ne m'oublie pas… qu'elle obéisse toujours à sa mère… Ce sont mes dernières volontés… »,,.
Devenue veuve, Amélie de Leuchtenberg choisit de ne pas se remarier et de se consacrer pleinement à l'éducation de Marie-Amélie. Bien que n'appartenant pas officiellement à la famille royale de Portugal, l'impératrice douairière et sa fille conservent leur résidence à Lisbonne et continuent de fréquenter la cour de Marie II, dont le premier mari n'est autre qu'Auguste de Leuchtenberg, un frère de l'ancienne souveraine. En fait, la petite princesse et sa mère ne se rendent jamais au Brésil et, jusqu'en 1841, le gouvernement de ce pays refuse même de les reconnaître comme des membres de la dynastie impériale. Durant la minorité de Pierre II, la régence mise en place à Rio de Janeiro craint en effet le retour de l'impératrice douairière, qui pourrait facilement revendiquer le pouvoir à son profit. Amélie de Leuchtenberg et sa fille se voient donc interdites de séjour dans leur patrie et ne reçoivent par ailleurs aucune pension du gouvernement brésilien. C'est donc seulement après la proclamation de la majorité de Pierre II et le vote, le 5 juillet 1841, d'une motion présentée au Parlement par le ministre Aureliano Coutinho, vicomte de Sepetiba, que les deux femmes sont pleinement réintégrées à la famille impériale et voient leur statut évoluer,. Elles n'en profitent cependant pas pour rentrer dans leur pays et Marie-Amélie ne visite jamais le Brésil.

### Une éducation soignée

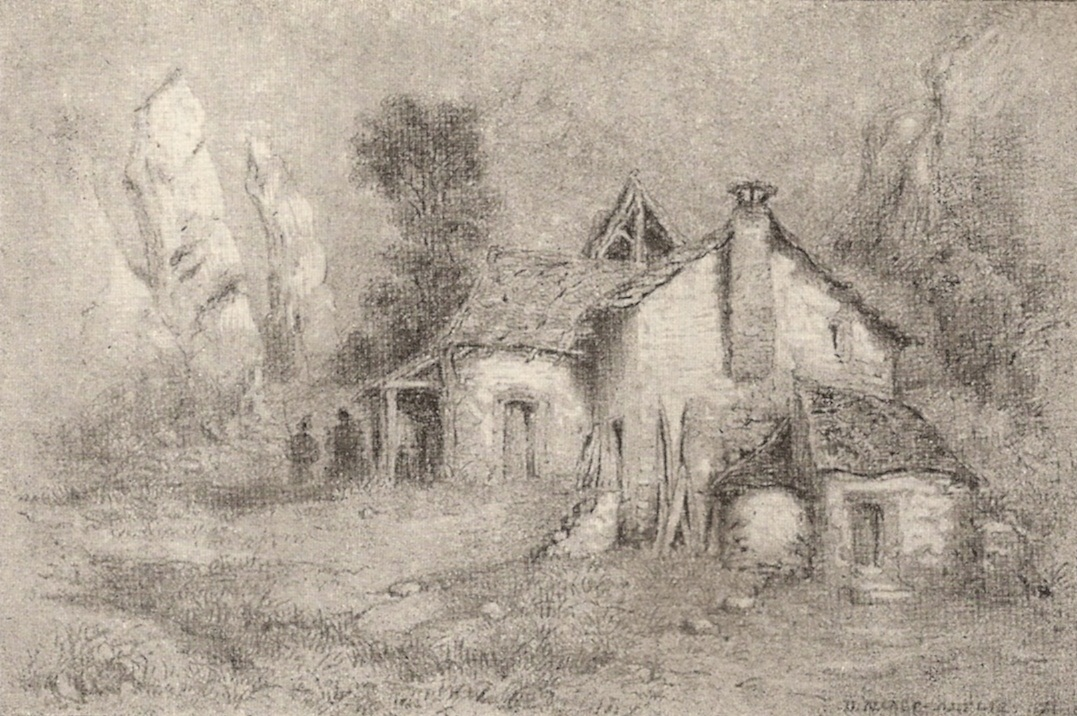
Dessin réalisé par la princesse Marie-Amélie.

En grandissant, Marie-Amélie devient une belle jeune fille. Décrite comme gentille, pieuse et vive d'esprit, la princesse reçoit une éducation raffinée, largement encadrée par sa mère. Très douée pour le dessin, la peinture et le piano,, elle s'intéresse également à la poésie,. Polyglotte, elle parle couramment portugais, français et allemand,. À l'étude, elle se montre parfois si brillante que l'un de ses professeurs dit de la princesse qu'elle « a, sans le savoir, un talent exceptionnel pour la dialectique, capacité qui ferait la fortune d'un jeune étudiant en droit »,.
Élève très appliquée, Marie-Amélie est motivée par le désir constant de faire honneur à son père. La disparition de Pierre Ier a en effet laissé une profonde marque dans la vie de la princesse, qui demande souvent à son entourage : « Et mon père, qui me regarde depuis le paradis, sera-t-il content de sa fille ? » En fait, Marie-Amélie n'est jamais vraiment parvenue à surmonter la mort de Pierre Ier. Une lettre de la princesse écrite à sa bonne le 27 août 1851 nous renseigne sur ses sentiments :
« Je me trouvais à Queluz… Après la mort de mon père, je n'avais encore jamais revu ce palais. Je n'arrivais à me souvenir de rien, absolument rien, à l'exception de la pièce où mon père est mort !… Là, je me souvenais de tout. Chaque objet était gravé dans ma mémoire, même si j'avais, à ce moment-là, seulement trois ans ! C'est avec une grande émotion que je suis entrée dans cette pièce !… Le lit… le lit est toujours le même, au même endroit, avec les mêmes rideaux ; il y a le même couvre-lit, les mêmes coussins… tout si bien préservé… Quel malheur… 

Le jardin [du palais] est magnifique ; on m'y a montré un bosquet d'orangers, planté la même année que la mort de mon père, à sa demande, et un sycomore planté par ses soins… Une profonde tristesse m'a envahie lorsque je contemplai ces arbres ayant survécu à mon père et qui nous survivront probablement tous. C'est une illustration de la fragilité humaine. L'homme est la plus fragile de toutes les créatures ; il meurt, alors que les objets qu'il a créés pour son usage, passent les siècles !… Mais je digresse dans ma réflexion mélancolique,… »

### Des fiançailles avortées

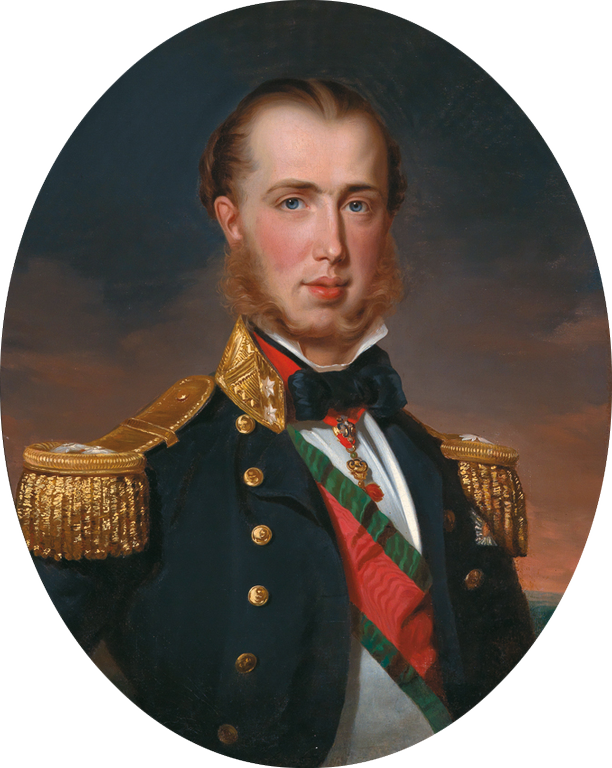
L'archiduc Maximilien d'Autriche, par August Schoefft.

Avec sa mère, l'impératrice douairière du Brésil, Marie-Amélie effectue de longs séjours en Bavière en 1838-1839, 1843 et 1846. La jeune fille retrouve alors sa nombreuse parentèle germanique et notamment sa grand-mère maternelle, la duchesse de Leuchtenberg, veuve du prince Eugène de Beauharnais. À l'occasion de l'une de ces réunions familiales, Marie-Amélie fait ainsi la connaissance, en 1838, de son cousin l'archiduc Maximilien d'Autriche, au château de Tegernsee.
Ce n'est pourtant pas en Allemagne mais au Portugal que se noue l'idylle des deux jeunes gens. Début 1852, l'archiduc, qui sert désormais dans la marine de son pays, fait halte à Lisbonne. Il en profite pour rendre visite à sa famille et retrouve alors l'impératrice douairière du Brésil et sa fille. La mère de Maximilien, l'archiduchesse Sophie, est en effet la demi-sœur de la grand-mère maternelle de Marie-Amélie et toutes deux appartiennent à la maison de Wittelsbach. Maximilien est par ailleurs apparenté à la jeune fille à travers les demi-frères et sœurs de celle-ci : son père, l'archiduc François-Charles d'Autriche, est en effet le frère cadet de la première épouse de Pierre Ier, l'impératrice Léopoldine.
Rapidement, l'archiduc et la princesse tombent amoureux et décident de se fiancer. La mère de Marie-Amélie en est ravie mais, à Vienne, les Habsbourg-Lorraine ne sont pas loin de considérer le projet comme une mésalliance, du fait des origines Beauharnais de la princesse.
Cependant, l'engagement des deux jeunes gens n'est pas rendu officiel à cause du décès prématuré de Marie-Amélie,.

### Mort à Madère

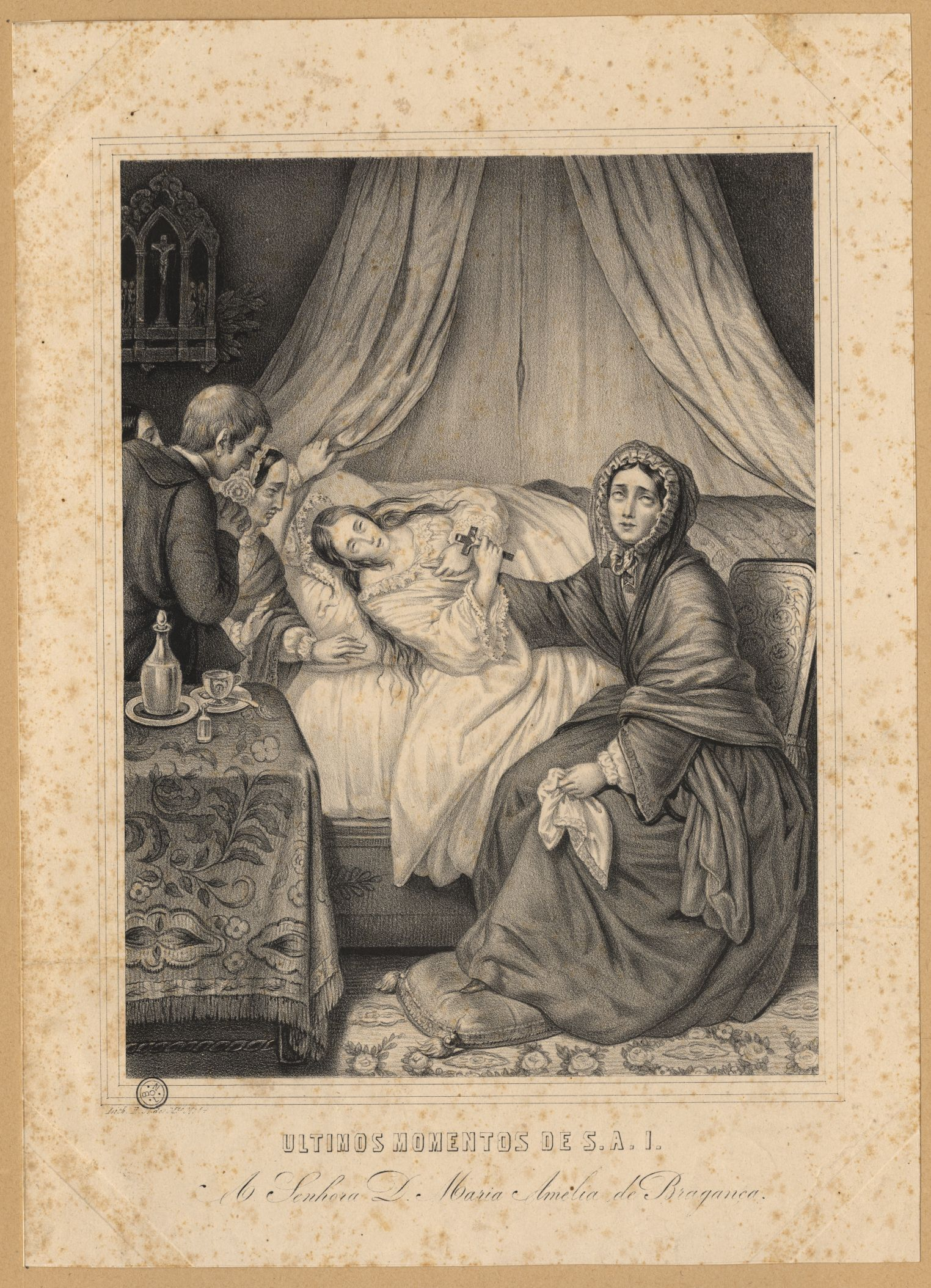
Les derniers moments de Marie-Amélie, veillée par sa mère.

En février 1852, la princesse Marie-Amélie contracte la scarlatine mais son entourage ne s'en inquiète guère,. Pourtant, les mois passant, son état empire et elle est atteinte d'une toux persistante, premier symptôme de la tuberculose. Sur recommandation de ses médecins, la princesse quitte, le 26 août, le palais das Janelas Verdes, où elle réside, pour Madère, dans l'Atlantique. L'île jouit en effet d'un climat réputé salutaire. Comme la princesse l'écrit elle-même : « Les fièvres y disparaissent, dit-on, comme par magie ! ». Pensant au voyage qui l'attend, Marie-Amélie n'en ressent pas moins un mauvais pressentiment et elle demande à sa nièce, l'infante Marie-Anne de Portugal : « N'est-il pas vrai, Marie, que vous ne m'oublierez jamais, ?! »
Accompagnée par sa mère, Marie-Amélie débarque à Funchal, la capitale de Madère, le 31 août 1852. Les deux femmes sont reçues avec joie par la population de la ville et la foule accompagne la princesse jusqu'à sa nouvelle demeure,. Très vite, Marie-Amélie s'éprend de l'île, qu'elle visite quotidiennement en charrette jusqu'en novembre et dont elle apprend à connaître la flore. Enthousiaste, elle déclare un jour à sa mère : « Si je retrouve un jour ma santé brillante d'autrefois, n'est-il pas vrai, maman, que nous resterons longtemps dans cette île ? Nous ferons de longues excursions dans les montagnes, nous découvrirons de nouveaux sentiers, comme nous l'avons fait à Stein, ! »
Cependant, l'état de Marie-Amélie ne fait qu'empirer et, à la fin du mois de novembre, tout espoir de rétablissement a disparu. Bientôt, elle ne peut plus ni jouer du piano, ni s'adonner au dessin. Début 1853, la santé de la princesse ne lui permet même plus de quitter le lit et elle comprend que la mort approche à grands pas : « Mes forces déclinent jour après jour ; je peux le sentir… nous atteignons le début de la fin ». Un peu après minuit, le 4 février, un prêtre donne à la princesse l'extrême-onction. Marie-Amélie essaie alors de réconforter sa mère et lui demande : « Ne pleurez pas… laissez la volonté de Dieu se réaliser ; puisse-t-Il me venir en aide lors de ma dernière heure ; puisse-t-Il consoler ma pauvre mère ! » La jeune fille meurt peu de temps après, vers quatre heures du matin.

### Funérailles
Après avoir été embaumé, le corps de Marie-Amélie est placé durant plusieurs jours dans une chapelle attenante à la demeure où elle s'est éteinte (la Quinta das Angústias). Puis, il est finalement rapatrié sur le continent, le 7 mai 1853,. Le 12 mai, la dépouille de la jeune fille débarque enfin à Lisbonne et des funérailles officielles sont organisées en son honneur par sa sœur la reine Marie II,. Le corps de la princesse est ensuite placé auprès de celui de son père, l'empereur Pierre Ier du Brésil, au Panthéon royal des Bragance du monastère de Saint-Vincent de Fora.
Environ 130 ans plus tard, en 1982, les restes de Marie-Amélie sont transférés sur les terres de sa famille, au Brésil. La dépouille princière est alors placée dans le couvent de Saint-Antoine (convento de Santo Antônio) de Rio de Janeiro, auprès de celles de plusieurs de ses demi-frères et sœurs,.

## Postérité

### Un hôpital pour Madère

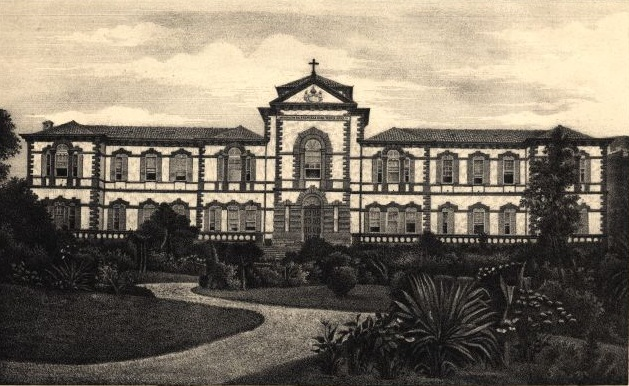
L'hôpital Princesa D. Maria Amélia de Funchal.

La disparition de Marie-Amélie touche profondément les membres de sa famille, y compris certains de ceux qui n'ont jamais pu la connaître en personne. Ainsi, l'empereur Pierre II du Brésil, qui n'a jamais eu l'occasion de rencontrer sa demi-sœur mais a noué, avec elle, une étroite relation épistolaire, écrit encore dans son journal, sept ans après le décès de celle-ci : « J'ai assisté aujourd'hui à la messe en mémoire de ma sœur Amélie avec laquelle j'étais si proche et je me sens si désolé de n'avoir jamais pu la rencontrer ».
Amélie de Leuchtenberg, la mère de la princesse, se rend quant à elle, tous les 4 février, sur la tombe de sa fille unique, jusqu'à sa propre mort. En souvenir de Marie-Amélie, elle finance la construction, à Funchal, d'un hôpital destiné aux soins des poitrinaires. Toujours en usage aujourd'hui, l'institution est nommée Princesa D[ona] Maria Amélia,. L'archiduc Maximilien d'Autriche subventionne, quant à lui, la maintenance d'une chambre double, dans cet hôpital, jusqu'à son exécution par les républicains mexicains, en 1867. Il offre, par ailleurs, à l'institution, une statue de Notre-Dame des Douleurs, patronne des souffrants.

### L'archiduc Maximilien et la mémoire de sa fiancée
Tout le reste de sa vie, l'archiduc Maximilien est hanté par le souvenir de sa première fiancée. Ainsi, une fois marié à la princesse Charlotte de Belgique, il réalise, en 1859, un pèlerinage sur les lieux liés à la mémoire de Marie-Amélie,. Après avoir atteint l'île de Madère, le futur empereur du Mexique écrit :

« Je revois avec tristesse la vallée de Machico et l'aimable Santa Cruz où, il y a sept ans, nous avions vécu de si doux moments… Sept ans remplis de joies, féconds en épreuves et en désillusions amères. Fidèle à ma parole, je reviens chercher sur les flots de l'océan un repos que l'Europe chancelante ne peut plus donner à mon âme agitée. Mais une mélancolie profonde me saisit quand je compare les deux époques. Il y a sept ans je m'éveillais à la vie, et je marchais allègrement vers l'avenir ; aujourd'hui je ressens déjà la fatigue ; mes épaules ne sont plus libres et légères, elles ont à porter le fardeau d'un amer passé… C'est ici que mourut, le 4 février 1853, la fille unique de l'impératrice du Brésil : créature accomplie, elle a quitté ce monde imparfait, comme un pur ange de lumière, pour remonter au ciel, sa vraie patrie. De l'hôpital, fondé par une mère infortunée en souvenir de sa fille, je me rendis non loin de là, à la maison où l'ange amèrement pleuré a quitté la terre, et je demeurais longtemps abîmé dans des pensées de tristesse et de deuil,,… »

Dans ses mémoires, l'archiduc Maximilien mentionne également l'île de Madère, dont il dit que c'est là où « s'est éteinte la vie qui semblait destinée à garantir [son] propre bonheur tranquille ».
Après sa visite de l'île portugaise, Maximilien part pour le Brésil, pays qu'il atteint le 11 janvier 1859. Il visite alors trois provinces du pays et se montre fasciné par la seule monarchie du continent américain. Des années plus tard, le 10 avril 1864, l'archiduc accepte la proposition qui lui est faite de devenir empereur du Mexique. Il semble qu'il ait alors été convaincu par le climat de stabilité et de prospérité qu'il avait pu observer au Brésil, alors gouverné par le demi-frère de sa fiancée, et qu'il ait imaginé qu'il pourrait obtenir le même résultat dans le pays centre-américain. D'après l'historien Pedro Calmon, Maximilien qualifie l'empereur Pierre II de « tuteur » et le regarde comme un « exemple ». Dans une lettre à son cousin, le souverain mexicain lui explique ainsi que tout ce qu'il a pu faire de bien au Mexique lui a été inspiré par Pierre II et son voyage au Brésil en 1860,.
Après l'échec de son projet et sa capture par les forces républicaines mexicaines, Maximilien fait envoyer à Amélie de Leuchtenberg, la mère de Marie-Amélie, le petit médaillon de la Vierge qu'il porte toujours autour du cou. Pour l'historienne Sylvia de Almeida, c'est là le dernier hommage du souverain à la mémoire de sa fiancée disparue,.

### Opéra
En 2008, à l'occasion du cinq-centenaire de l'élévation de Funchal, capitale de Madère, au rang de ville par le roi Manuel Ier de Portugal, le théâtre municipal Baltazar Dias met en scène un opéra en deux actes intitulé Orquídea Branca (en français : Orchidée blanche). L'œuvre, composée par Jorge Salgueiro à partir d'un scénario de João Aguiar, raconte la passion fictive de la princesse Marie-Amélie pour un jardinier prénommé José-Maria.

### Décorations
La princesse Marie-Amélie est titulaire des ordres brésiliens suivants :
- Grand-croix de l'ordre impérial de Pierre Ier[78] ;
- Grand-croix de l'ordre de la Rose[78].

Elle est également titulaire des ordres étrangers suivants :
- Dame noble de l'ordre de la Reine Marie-Louise (Espagne)[79] ;
- Grand-croix de l’ordre de l'Immaculée Conception de Vila Viçosa (Portugal)[79] ;
- Dame noble de l'ordre royal de Sainte-Isabelle de Portugal[79] ;
- Dame noble de l'ordre de la Croix étoilée (Autriche)[79] ;
- Dame de l'ordre de Sainte-Élisabeth (Bavière)[79].

### Biographies de la princesse
- (pt) Sylvia Lacerda Martins de Almeida, Uma filha de D. Pedro I : Dona Maria Amélia, Sao Paulo, Companhia Editora Nacional, 1973.
- (fr) Marie de Nesles, Notice biographique sur Son Altesse Impériale Dona Marie-Amelie de Bragance, Princesse du Brésil, Leipzig, L'Imprimerie de B. G. Teubner, 1857 (lire en ligne).
- (en) « "A Perfect Princess", Princess Maria Amelia of Brazil  », European Royal History Journal, vol. LV,‎ février 2007.

### Sur la famille impériale du Brésil
- (en) Roderick J. Barman, Citizen Emperor: Pedro II and the Making of Brazil, 1825–1891, Stanford, Californie, Stanford University Press, 1999, 548 p. (ISBN 0-8047-3510-7).
- (pt) Pedro Calmon, História de D. Pedro II, vol. 5, Rio de Janeiro, José Olympio, 1975.
- (pt) Heitor Lyra, História de Dom Pedro II (1825–1891): Ascenção (1825–1870), vol. 1, Belo Horizonte, Itatiaia, 1977.
- (pt) Octávio Tarquínio de Sousa, A vida de D. Pedro I, vol. 3, Rio de Janeiro, José Olympio, 1972.

### SurMaximilienIeret l'aventure mexicaine
- (fr) Michel de Grèce, L'Impératrice des adieux, Paris, Plon, 1998, 401 p. (ISBN 2-259-18762-5).
- (en) Joan Haslip, The Crown of Mexico : Maximilian and His Empress Carlota, New York, Holt, Rinehart and Winston, 1971, 531 p. (ISBN 0-03-086572-7).
- (fr) Dominique Paoli, L'Impératrice Charlotte : « Le soleil noir de la mélancolie », Paris, Perrin, 2008, 328 p. (ISBN 978-2-262-02131-3).

### Autres ouvrages
- (en) David Birmingham, A Concise History of Portugal, Cambridge, University of Cambridge, 1993, 225 p. (ISBN 0-521-83004-4).
- (pt) Eduardo Laemmert, Almanak Administrativo, Mercantil e Industrial (Almanaque Laemmert), Rio de Janeiro, Eduardo e Henrique Laemmert & C, 1849.
- (pt) Eduardo Laemmert, Almanak Administrativo, Mercantil e Industrial (Almanaque Laemmert), Rio de Janeiro, Eduardo e Henrique Laemmert & C, 1853.